# Adam-Troy Castro
Pour les articles homonymes, voir Castro.
Œuvres principales
- Série Andrea Cort

Adam-Troy Castro, né le 20 mai 1960, est un romancier et nouvelliste américain de science-fiction, fantasy et d'horreur.

## Biographie
Son ouvrage Émissaires des morts reçoit le prix Philip-K.-Dick 2009.

## Œuvres

### Univers du Système Mercantile

#### SérieAndrea Cort
1. Émissaires des morts, Albin Michel, coll. « Imaginaire », 2021 ((en) Emissaries from the Dead, 2008), trad. Benoît Domis, 720 p.  (ISBN 978-2-226-44370-0)Réédition, Le Livre de poche, coll. « Imaginaire » no 37450, 2024, 896 p. (ISBN 978-2-253-10701-9) - Prix Philip-K.-Dick 2009. Contient également les nouvelles :
  - Avec du sang sur les mains, 2021 ((en) With Unclean Hands, 2011)
  - Une défense infaillible, 2021 ((en) Tasha's Fail-Safe, 2015)
  - Les lâches n'ont pas de secret, 2021 ((en) The Coward's Option, 2016)
  - Démons invisibles, 2021 ((en) Unseen Demons, 2002)
2. La Troisième Griffe de dieu, Albin Michel, coll. « Imaginaire », 2021 ((en) The Third Claw of God, 2009), trad. Benoît Domis, 464 p.  (ISBN 978-2-226-45340-2)Réédition, Le Livre de poche, coll. « Imaginaire » no 37681, 2024, 576 p. (ISBN 978-2-253-24758-6) - Contient également la nouvelle :
  - Un coup de poignard, 2021 ((en) A Stab of the Knife, 2018)
3. La Guerre des marionnettes, Albin Michel, coll. « Imaginaire », 2022 ((en) War of the Marionnettes), trad. Benoît Domis, 544 p.  (ISBN 978-2-226-47164-2)Réédition, Le Livre de poche, coll. « Imaginaire » no 37879, 2025, 672 p. (ISBN 978-2-253-90905-7) - Le roman La Guerre des marionnettes n'a jamais été publié en langue originale. Contient également les nouvelles :
  - Les Lames qui sculptent les marionnettes, 2022 ((en) The Knifes that Carves the Marionnettes, 2019)
  - La Cachette, 2022 ((en) Hiding Place, 2011)

#### SérieMarionnettes
1. La Marche funèbre des marionnettes, Le Bélial', coll. « Une heure-lumière » no 51, 2024 ((en) The Funeral March of the Marionettes, 1997), trad. Benoît Domis, 128 p.  (ISBN 978-2-38163-133-2)
2. Les Fils enchevêtrés des marionnettes, Le Bélial', coll. « Une heure-lumière » no 54, 2024 ((en) The Tangled Strings of the Marionettes, 2003), trad. Benoît Domis, 128 p.  (ISBN 978-2-38163-143-1)

### SérieGustav Gloom
1. (en) Gustav Gloom and the People Taker, 2012
2. (en) Gustav Gloom and the Nightmare Vault, 2013
3. (en) Gustav Gloom and the Four Terrors, 2013
4. (en) Gustav Gloom and the Cryptic Carousel, 2014
5. (en) Gustav Gloom and the Inn of Shadows, 2015
6. (en) Gustav Gloom and the Castle of Fear, 2016

### Recueils de nouvelles
- (en) Lost in Booth Nine, 1993
- (en) A Desperate, Decaying Darkness, 2000
- (en) An Alien Darkness, 2000
- (en) Tangled Strings, 2003
- (en) Her Husband's Hands and Other Stories, 2014

### Nouvelles parues en français
- Véelles, 2011 ((en) Arvies, 2010)Parue dans la revue Angle mort no 2
- Les Mains de son mari, 2012 ((en) Her Husband's Hands, 2011)Parue dans la revue Angle mort no 6
- Une brève histoire des formes à venir, 2016 ((en) The Thing About Shapes to Come, 2014)Parue dans la revue Angle mort no 11